# 八木教広
八木 教広（やぎ のりひろ、1968年- ）は、日本の男性漫画家。沖縄県立真和志高等学校卒。

## 来歴
1990年（平成2年）に第32回赤塚賞に投稿した『UNDEADMAN』が入選となり、同作でデビューを果たす。1993年（平成5年）に『月刊少年ジャンプ 』で『エンジェル伝説』の連載を開始し、連載デビュー。同作は7年に渡り連載が続けられ、OVA化もされるヒット作となった。連載開始後もしばらくは沖縄で執筆活動を続けていたが、同作9巻の頃に東京に仕事場を移す。
2001年（平成13年）に『月刊少年ジャンプ 』において『CLAYMORE』を連載開始。同作はテレビアニメ化もされるヒット作となるが、掲載誌である『月刊少年ジャンプ 』が2007年（平成19年）に休刊。休刊後は『週刊少年ジャンプ』で番外編を連載した後に『月刊少年ジャンプ』の後継誌である『ジャンプスクエア 』へ移籍し2014年（平成26年）まで連載した。
長きに渡って集英社発行の雑誌で活動をしてきたが、2017年（平成29年）からは、小学館の『週刊少年サンデー』にて『蒼穹のアリアドネ』を連載。この作品は、『週刊少年ジャンプ』2017年15号に掲載された読み切り作品『月光のアルカディア』を改題し、シリーズ化した作品である。2022年からは『サンデーうぇぶり』に移籍し、2023年に完結した。

## 作品リスト

### 連載
- エンジェル伝説（『月刊少年ジャンプ』1993年2月号 - 2000年3月号、JC全15巻・SB全10巻）
- CLAYMORE（『月刊少年ジャンプ』2001年7月号 -  2007年7月号→『週刊少年ジャンプ』同年31号 - 45号→『ジャンプSQ』同年12月号 - 2014年11月号、JC全27巻）
- 蒼穹のアリアドネ（『週刊少年サンデー』2018年2号 - 2022年42号→『サンデーうぇぶり』2022年9月29日 - 2023年2月9日、SC全22巻）

### 読み切り
- UNDEADMAN（1990年読切、ジャンプ・コミックス デラックス『めざせ漫画家! 手塚・赤塚賞受賞作品集』6巻収録） - 第32回赤塚賞入選作であり、デビュー作。改造人間を題材としたギャグ漫画。
- 月光のアルカディア（『週刊少年ジャンプ』2017年15号）
- 骸と騎士（『少年ジャンプ+』2024年12月7日[7]）

### 画集
- 『八木教広CLAYMORE画集 Memorabilia』集英社〈愛蔵版コミックス〉2010年7月7日第1刷発行（7月2日発売）、ISBN 978-4-08-782284-7、A4判。

## アシスタント
紗池晃久
沖縄で執筆活動を行っていた八木が、上京して仕事場を設立した際の初期メンバーの一人で、『エンジェル伝説』の9巻あたりから最後まで（1996年頃 - 2000年）の間アシスタントを務めていた。紗池はこの時代の経験から様々な事を学んだとして八木を師匠と呼び慕い、『ロザリオとバンパイア』のガイドブックにおいて対談を行っている。